# Aedes harinasutai
Aedes harinasutai é um espécie de mosquito do Género Aedes, pertencente à família Culicidae.